# جان-لويس غارسيا
جان-لويس غارسيا (20 سبتمبر 1962 في فرنسا - ) (بالفرنسية: Jean-Louis Garcia)‏ هو مدرب كرة قدم ولاعب كرة قدم فرنسي في مركز حراسة المرمى. لعب مع نادي تشاتيليراولت ونادي كان ونادي موناكو ونادي نانت ونادي نانسي وFC Montceau Bourgogne ‏.

## وصلات خارجية
- جان-لويس غارسيا على موقع قاعدة بيانات كرة القدم.إي يو (الإنجليزية)